# Radio-Aktivität
Radio-Aktivität este un album din anul 1975 al trupei Kraftwerk.
Titlul albumului desemnează umorul membrilor, fiind o punte între cele două teme ale cântecului, jumătate fiind despre radioactivitate și cealaltă jumătate despre activitatea la radio.
A fost primul album Kraftwerk ce a fost realizat în totalitate în studioul lor privat Kling Klang și primul care i-a avut ca membrii pe cvartetul "clasic" Hutter/Schneider/Flur/Bartos. Toată muzica a fost compusă de Hutter și Schneider, Emil Schult colaborând la versuri. Schult a realizat, de asemenea și coperta albumului (imaginea unui radio din anii 1930).
Pentru album s-au folosit multe instrumente electronice, însă cel mai utilizat aici a fost vocoder-ul, un dispozitiv care modifică vocea umană transformând-o în voce robotizată. Pentru prima oară în carieră, trupa nu a folosit flautul, chitara sau vioara.
La începutul lui 1975, Hutter și Schneider au terminat afacerile cu "Star Musik Studio" a lui Ralf Arnie, așa că albumul Radio-Aktivitat a fost publicat de studioul lor, oferindu-le astfel un control financiar mult mai bun.
Melodia "Radio-Aktivitat" a fost lansată ca single.

## Listă melodii
1. Geigerzahler / Contor Geiger - 1:05
2. Radioaktivitat / Radioactivitate - 6:44
3. Radioland - 5:50
4. Ätherwellen / Unde - 4:53
5. Sendepause / Intermisie - 0:37
6. Nachrichten / Știri - 1:31
7. Die Stimme Der Energie / Vocea Energiei - 0:55
8. Antenne / Antena - 3:47
9. Radio Sterne / Stele Radio - 3:35
10. Uran / Uraniu - 1:24
11. Transistor / Tranzistor - 2:15
12. Ohm Sweet Ohm / Ohm dragă Ohm - 5:39

- 1, 5, 6, 10, 11 (piesele instrumentale) compuse de Hutter/Schneider
- 2, 3, 4, 7, 8, 9, 12 scrise de Hutter/Schneider/Schult